# Шарифов, Шариф Наидгаджавович
Шари́ф Наибгаджавович Шари́фов (азерб. Şərif Naibhacavoviç Şərifov; 11 ноября 1988,  с. Гунух, Чародинский район, Дагестанская АССР, РСФСР, СССР) — азербайджанский борец вольного стиля российского происхождения, член национальной сборной Азербайджана. Чемпион Олимпийских игр 2012 года и бронзовый призёр Олимпийских игр 2016 года, чемпион мира, неоднократный призёр чемпионатов мира, чемпион Европы, неоднократный призёр чемпионатов Европы.

## Биография
По национальности — аварец. Шарип Шарипов — уроженец Чародинского района. Вольной борьбой он начал заниматься в Кизляре, после чего перебрался в Махачкалу, где попал в руки заслуженного тренера России Анвара Магомедгаджиева. В июне 2007 года в составе сборной России принимал участие на юниорском Первенстве Европы в Белграде. Решив выступать за азербайджанскую сборную, принял гражданство этой страны; на азербайджанском языке его имя и фамилия звучат как Шариф Шарифов.
На крупных международных соревнованиях Шариф дебютировал в 2008 году под флагом Азербайджана. Спустя год к нему пришёл первый серьёзный успех: на чемпионате мира в Хернинге Шарифов стал бронзовым призёром. В 2010 году он завоевал свою первую медаль в континентальных первенствах. На чемпионате Европы, который проходил в Баку, Шарифов стал серебряным призёром, уступив россиянину Анзору Уришеву. 2011 год был более успешным в карьере молодого борца. Сначала Шарифов завоевал бронзу европейского первенства в Дортмунде, а в сентябре, победив в финале украинца Ибрагима Алдатова, стал чемпионом мира в категории до 84 кг и получил право выступить на летних Олимпийских играх 2012 года в Лондоне, где также выиграл золотую медаль. 31 августа 2012 года президент Азербайджана и Национального олимпийского комитета Ильхам Алиев наградил Шарифова орденом «Шохрат» (Слава).
18 декабря 2012 года награждён Олимпийским орденом Национального олимпийского комитета Азербайджана и Специальной олимпийской стипендией Президента Азербайджанской Республики.
21 сентября 2019 года Шариф Шарифов на чемпионате мира по борьбе в столице Казахстана — городе Нур-Султан завоевал серебряную медаль и получил лицензию на летние Олимпийские игры «Токио-2020».
В 2011 году вошёл в десятку лучших спортсменов Азербайджана.
В 2012 году вошёл в двадцатку лучших спортсменов Азербайджана.